# Simperto
San Simperto, también conocido como Sintbert, Sintpert o Simbert (* c. 750 - † 13 de octubre, c. 807) fue un abad benedictino, obispo y confesor de origen franco que vivió entre finales del siglo VIII y principios del siglo IX, establecido en la Abadía de Murbach (789-792), de donde procedía, y en los obispados de Augsburgo (778–807) y Neoburgo (789–802). Se cree que al ser sobrino y consejero de Carlomagno, formaba parte de la familia carolingia.

## Biografía
Simperto se educó en la Abadía de Murbach (Alsacia), donde entró en la Orden benedictina y de donde llegó a ser elegido abad mientras ocupaba el título de obispo de Augsburgo. En 778 fue nombrado obispo de Augsburgo por su pariente Carlomagno.
Fortaleció y consolidó la jurisdicción de su obispado, sufragáneo del Arzobispado de Maguncia en ese entonces, consiguiendo del emperador Carlomagno una definición exacta de sus límites diocesanos. La jurisdicción del Obispado de Augsburgo se extendía en ese momento desde el río Iller por el oeste hasta el Lech por el este, al norte más allá del Danubio hasta las estribaciones orientales del Jura de Suabia (Schwäbische Alb) y al sur hasta las estribaciones de los Alpes. Por otra parte, varios fundos y pueblos en el valle del Danubio y en el Tirol pertenecían a la diócesis.
Reconstruyó muchas iglesias y monasterios arrasados por las guerras entre francos y bávaros, y sobre todo, por las incursiones de los ávaros. Simperto reconstruyó la iglesia-santuario de Santa Afra, entre otras, y construyó la primera catedral de Augsburgo, en honor de la Santísima Virgen.
Como abad del Monasterio de Staffelsee, vivió en la sede del obispado de Neoburgo, en ese tiempo, en la ciudad ribereña del Danubio Neuburg an der Donau, en el propio monasterio situado en la isla de Wörth del lago Staffelsee (hoy en día en el municipio de Seehausen am Staffelsee de Baviera) o en Augsburgo.
Murió en Augsburgo el 13 de octubre de 807, y fue enterrado en la iglesia de Santa Afra. Desde 1624 ha sido celebrado como santo patrón de la Diócesis de Augsburgo, junto con otro obispo posterior, San Ulrico y Santa Afra.